# Grand Prix AFEX de l’architecture française dans le monde
Le Grand prix AFEX de l'architecture française dans le monde est un prix d'architecture mis en place par l'AFEX décerné en France depuis 2010 par un jury composé d'architectes français et étrangers, de journalistes, et de représentants du ministère de la Culture, du ministère des Affaires étrangères, de la Cité de l'architecture et du patrimoine et de l'UNESCO.
Ce prix récompense un maître d'œuvre qui a réalisé la construction d'un bâtiment hors de France au cours des deux années qui précédent.
Les prix sont remis à Venise lors de l’ouverture de la Biennale internationale d’architecture, qui se déroule en principe tous les deux ans.
Le Grand Prix, les prix spéciaux du jury et les mentions au Palmarès sont présentés au Palais-Royal dans une exposition présentée dans la Cour d’Orléans pour l’ouverture des Journées nationales de l’architecture. 
L’exposition bénéficie ensuite d'un affichage international, dans le réseau des ambassades et des instituts français.

## Les lauréats
- 2010 : Dominique Perrault pour l'université féminine Ewha à Séoul (Corée du Sud).

- 2012[1],[2] : Nelly Breton et Olivier Fraisse de l'Agence Terreneuve en collaboration avec Adam Yedid pour le Lycée Jean-Mermoz de Dakar).

- 2014 : Grand Prix à Christian de Portzamparc pour la Cidade das Artes à Rio de Janeiro (Brésil). Prix spécial du jury à Paul Andreu pour l'ensemble de son œuvre en Chine.

- 2016 : Dan Dorell (d), Lina Ghotmeh et Tsuyoshi Tane - DGT (Dorell Ghotmeh Tane / Architects (d))[3] pour le Musée national estonien à Tartu (Estonie).

- 2018 : Studio KO, pour le Musée Yves-Saint-Laurent de Marrakech, Maroc

- 2020 : Architecturestudio, pour l'immeuble de bureaux Summers, Buenos Aires, Argentine

- 2021 : Tsuyoshi Tane, pour le Musée d'art contemporain de Hirosaki (d), Hirosaki, Japon